# Плитковий дольмен

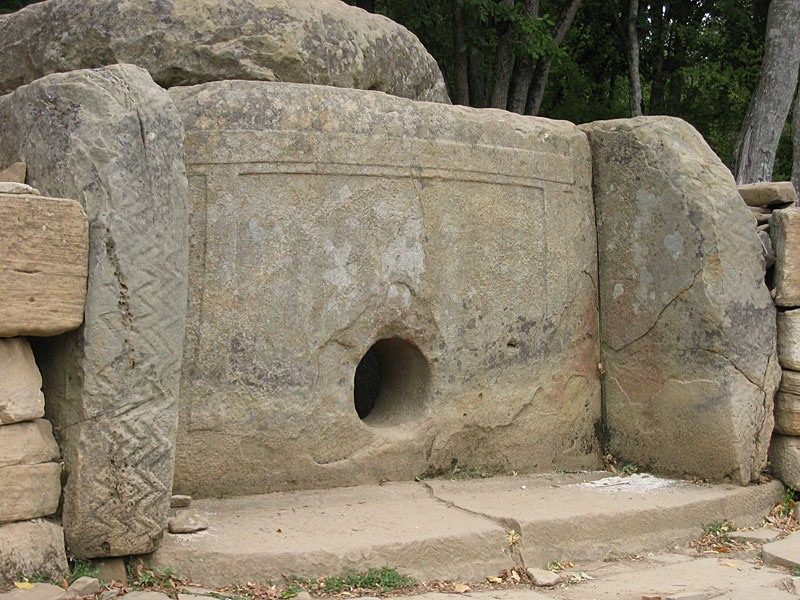
Приклад плиткового дольмена (Росія, р. Жане)

Плиткові дольмени — це споруда з чотирьох вертикальних плит, утворюючих прямокутну або квадратну камеру, яка закривається п'ятою горизонтальною плитою. Часто уся ця конструкція ставиться ще на одну горизонтальну плиту, що утворює остов споруди. Для того, щоб конструкція не розвалилася, плити зазвичай мають пази.
Найчастіше, пази робилися у бічних плитах, і в них вставлялися передня, зазвичай трапецієподібна лінзоподібна (опукла зовні і плоска усередині, хоча є і виключення) фронтальна плита, і зазвичай плоска менших розмірів задня. Дах плиткового дольмена, зазвичай зроблений з однієї масивної прямокутної плити, часто вона також мала деякі заглиблення, що утримували її від сповзання.
Отвір (лаз) плиткових дольменів найчастіше має округлу форму, розташований посередині фронтону, і затикався важкою кам'яною пробкою, які знайдені в множині.
У багатьох випадках плитковий дольмен міг мати також приставну галерею з дахом у вигляді окремої плити менших розмірів. Така галерея як би продовжувала вперед бічні плити і дах дольмена, зазвичай на довжину від 1/3 до 1/2 довжини самого дольмена, а також вимощені каменем дворики з кромлехом — кам'яною загорожею.
Такі дольмени — найпоширеніші будівлі. Вони древніші, в загальній масі, ночвоподібних дольменів, що послідували за ними.
Плиткові дольмени найчастіше мають дуже характерну архітектурну деталь — портал дольмена закритий не лише дахом згори, але і бічними плитами, що виступають вперед, — з боків. При цьому, як правило, сам портал оброблявся особливо ретельно, так само як і стіни і підлога усередині, а зовнішні поверхні плит обтісувалися абияк.
Усе це, в сукупності зі знахідкою підкурганного дольмена (комплекс «Псинако-1»), з великою часткою упевненості свідчить про те, що після будівництва плиткові дольмени обваловувалися з усіх боків окрім переднього, насипом із землі і дрібних каменів, що надавало споруді ще більшу міцність і скритність.
Способи спорудження плиткових дольменів досі залишаються загадкою, оскільки вага плит найбільших дольменів, таких як наприклад, на р. Догуаб, досягає 20 тонн.